# 荒井善正
荒井 善正（あらい よしまさ、別名：荒井DAZE善正、1979年3月10日 - ）は、日本のプロスノーボーダー。

## 経歴
東京都生まれ、千葉県育ち。16歳の時にららぽーとスキードームSSAWSでスノーボードを始め、19歳からはプロスノーボーダーを目指し、上越国際スキー場、ニュージーランド、真駒内スキー場などで活動。真駒内スキー場で滑っていた頃に松井克師から声を掛けられ、「ACTPICTURES」のクルーとして活動を開始。ジャンプを中心としたパフォーマンスの撮影に明け暮れる。
プロスノーボーダーとして活躍中の2007年、慢性活動性EBウイルス感染症を患い余命宣告をされる。2008年、唯一の根治の可能性がある骨髄移植を受け、生死をさまよいながらも病を克服。
その後はプロスノーボーダーへ復帰を果たし、さらに認定NPO法人全国骨髄バンク推進連絡協議会の理事を3期6年歴任。2011年には一般社団法人SNOWBANKを立ち上げ、献血・骨髄ドナー登録の必要性とスノーボードの魅力を伝える「東京雪祭 SNOWBANK PAY IT FORWARD」や白血病・骨髄バンクの認知促進を目指すチャリティーライブ「COTSU FES」といったイベントのほか、自身の経験に基づいた講演会も行っている。
2023年、HEROs AWARD 2023 アスリート部門を受賞する。